# جامعة تسمانيا
جامعة تَسمانيا (بالإنجليزية: University of Tasmania; UTAS)‏ هي جامعة أسترالية عامة مقرها في تسمانيا بأستراليا. تأسست رسمياً في 1 يناير 1890، وكانت الرابعة بين الجامعات التي أنشئت في أستراليا في القرن التاسع عشر. والجامعة عضو في رابطة جامعات الكومنولث الدولية.
تدرس في جامعة تسمانيا مجموعة من التخصصات العلمية على مستوى الدرجة الجامعية الأولى ومستوى الدراسات العليا، وقد صنفت الجامعة ضمن أفضل 10 جامعات أسترالية في مجال البحث العلمي، وتتمتع بروابط أكاديمية مع 20 معهداً بحثياً ومركزاً بحثياً تعاونياً ومركزاً بحثياً جامعياً. بلغ عدد طلبة الجامعة حوالي 22 ألف طالب، من بينهم 3000 طالب أجنبي و1000 طالب دكتوراه.

## خريجون بارزون
تخرّج من جامعة تسمانيا العديد من الخريجين البارزين، حيث شغل الخريجون مناصب حاكم تسمانيا وقضاة المحاكم العليا والمحاكم الفيدرالية ورؤساء وزراء تسمانيا وقادة منتخبين من ولايات ومناطق أخرى، حاصلون على منح رودس (Rhodes) المرموقة، أول أستاذة جامعية في أستراليا، عدد من وزراء الدول الأجنبية ، عدد من عُمدات المدن الرئيسية في المملكة المتحدة أو بعض دول الكومنولث، أكاديميون، مهندسون, معماريون، مؤرخون، شعراء، فلاسفة، سياسيون، علماء، فيزيائيون، مؤلفون، قادة الصناعة، أفراد من قوات الدفاع ، قادة شركات، قادة المجتمع، وفنانين. يوجد أكثر من 100000 خريج من جامعة تسمانيا يمثلون 104 دولة.

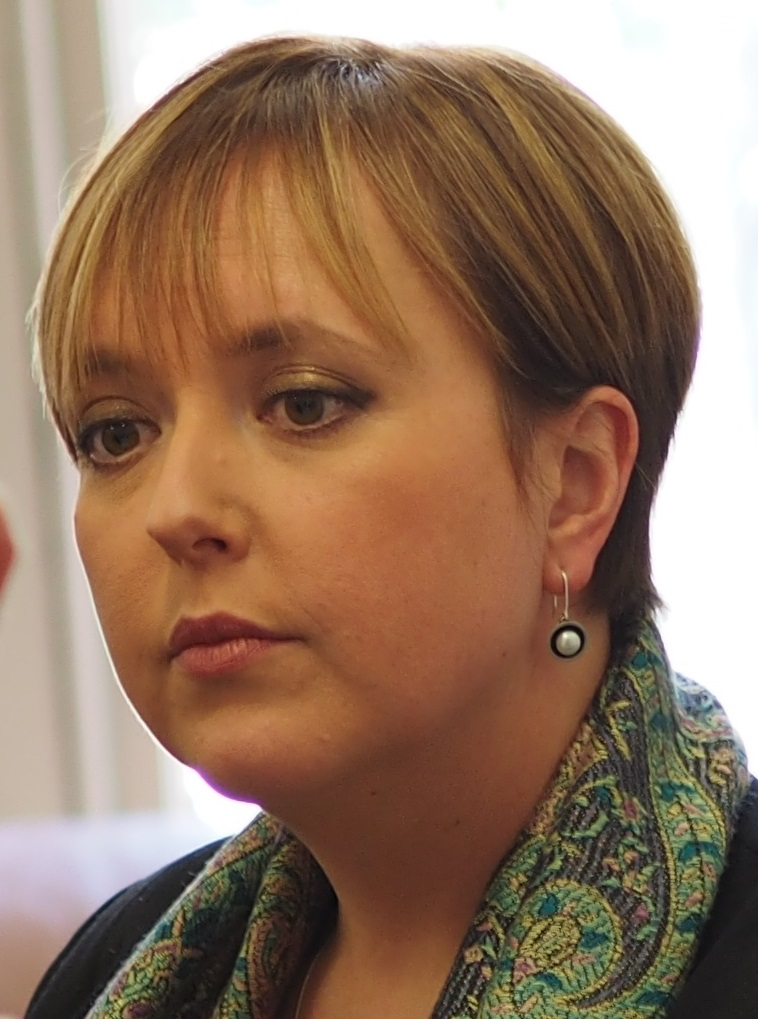
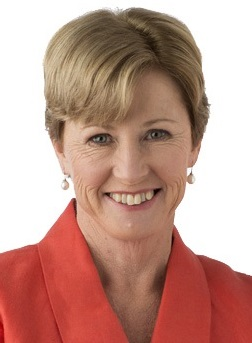
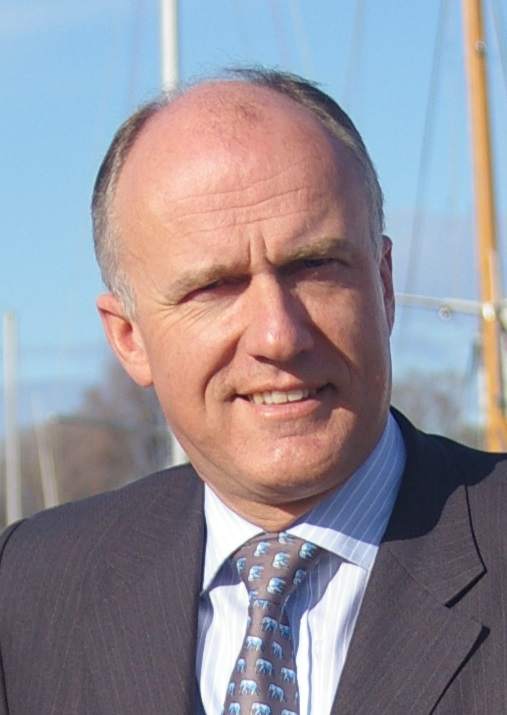
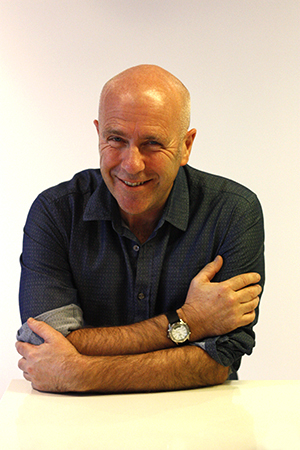
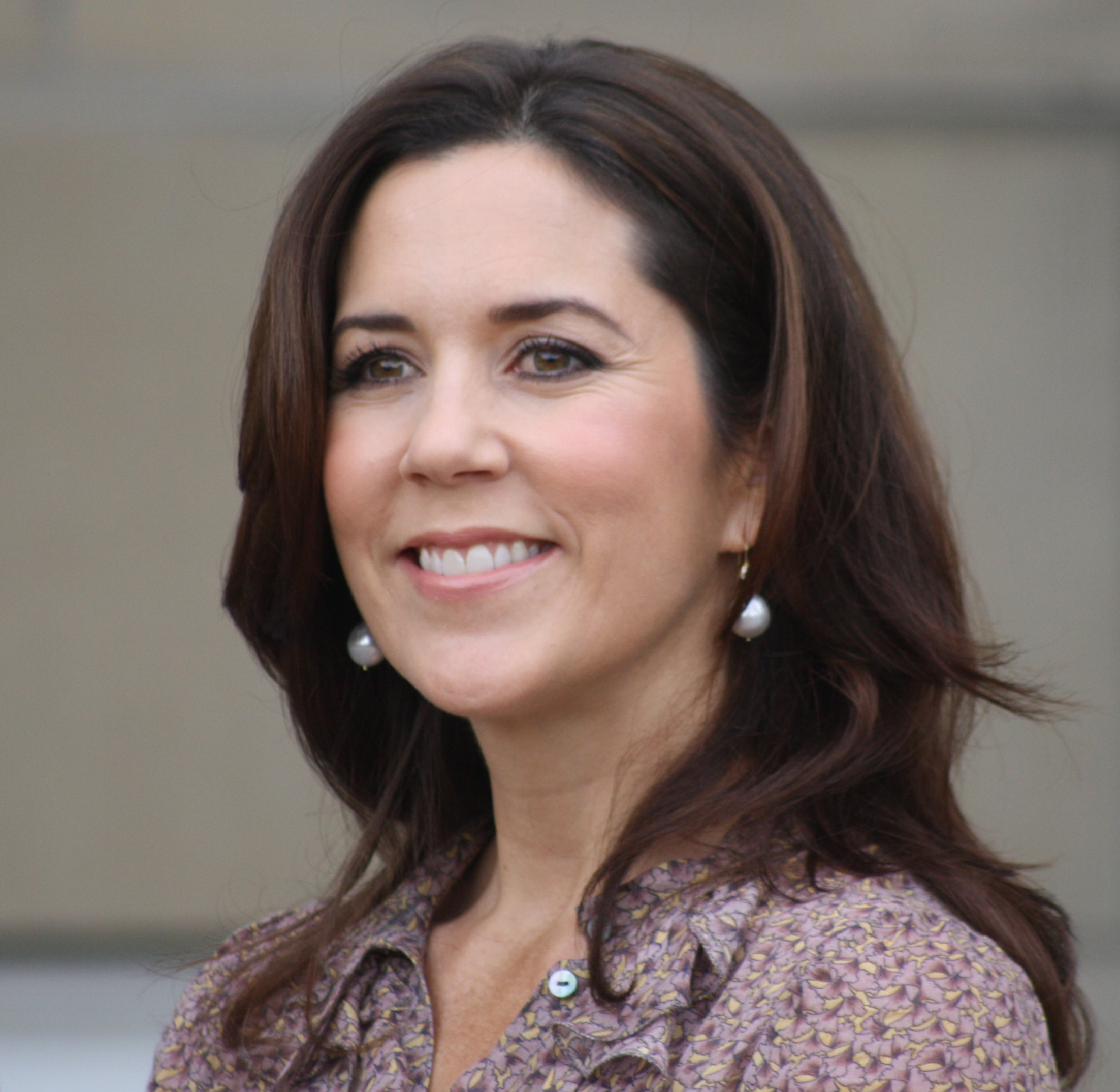